# 化林坪茶馬古道
化林坪茶馬古道位於四川省甘孜藏族自治州瀘定縣兴隆镇，文物遺址年代判定為明代、清代。2007年6月1日公佈為四川省第七批文物保護單位。2013年被中华人民共和国国务院公布为全国重点文物保护单位，为茶马古道四川境内甘孜段的一处文物点。